# Lucas Acosta (calciatore 1995)
Lucas Mauricio Acosta (Córdoba, 12 marzo 1995) è un calciatore argentino, portiere del Sarmiento (J) in prestito dal Lanús.

## Carriera
Cresciuto nelle giovanili del Belgrano, ha esordito il 18 agosto 2015 in occasione del match di Coppa Sudamericana perso 5-1 contro il Lanús.

## Statistiche

### Presenze e reti nei club
Statistiche aggiornate al 17 marzo 2018.
| Stagione        | Squadra         | Campionato      | Campionato | Campionato | Coppe nazionali | Coppe nazionali | Coppe nazionali | Coppe continentali | Coppe continentali | Coppe continentali | Altre coppe | Altre coppe | Altre coppe | Totale | Totale | Totale |
| Stagione        | Squadra         | Comp            | Pres       | Reti       | Comp            | Pres            | Reti            | Comp               | Pres               | Reti               | Comp        | Pres        | Reti        | Pres   | Reti   |        |
| --------------- | --------------- | --------------- | ---------- | ---------- | --------------- | --------------- | --------------- | ------------------ | ------------------ | ------------------ | ----------- | ----------- | ----------- | ------ | ------ | ------ |
| 2015            | Belgrano        | PD              | 0          | 0          | CA              | 0               | 0               | CS                 | 1                  | -5                 |             | -           | -           | 1      | -5     |        |
| 2016            | Belgrano        | PD              | 0          | 0          | CA              | 0               | 0               | CS                 | 0                  | 0                  |             | -           | -           | 0      | 0      |        |
| 2016-2017       | Belgrano        | PD              | 16         | -20        | CA              | 3               | -4              |                    | -                  | -                  |             | -           | -           | 19     | -24    |        |
| 2017-2018       | Belgrano        | PD              | 19         | -16        | CA              | 0               | 0               |                    | -                  | -                  |             | -           | -           | 19     | -16    |        |
| Totale carriera | Totale carriera | Totale carriera | 35         | -36        |                 | 0               | 0               |                    | 1                  | -5                 |             | -           | -           | 36     | -41    |        |